# Magyar Formatervezési Tanács
A Magyar Formatervezési Tanács (rövidítve: MFT) a hazai formatervezés fejlesztésére irányuló kormányzati stratégia összehangolt kidolgozásáért felelős és annak végrehajtásában közreműködő – tanácsadó, illetve érdek- és véleményegyeztetésre szolgáló – testület.

## Székhelye
Irodája Budapest V. kerületében a Zoltán utcában található.

## Története
Az OMFB Ipari Formatervezési Tanács (OMFB IFETI) jogutódja. A 266/2001. (XII. 21.) Korm. rendelet hozta létre.

## Szervezete
- Az MFT legfeljebb 15 tagú – a formatervezési tevékenységhez kötődő szakértelemmel rendelkező személyekből álló – testület. A kormányzati képviselők száma nem érheti el az MFT taglétszámának a felét.
- Az MFT-nek hivatalból tagja a Szellemi Tulajdon Nemzeti Hivatala (SZTNH) elnöke, dr. Łuszcz Viktor.
- Az MFT egy-egy tagját – az SZTNH elnöke véleményének figyelembevételével – a gazdasági miniszter, a nemzeti kulturális örökség minisztere és az oktatási miniszter jelöli.
- Az MFT tagjainak kinevezésére az SZTNH elnöke tesz javaslatot. A javaslat összeállításához véleményt kér az érintett szakmai és érdekképviseleti szervezetektől.
- Az MFT tagjait az illetékes miniszter (igazságügyi miniszter) nevezi ki 3 éves időtartamra. A kinevezés két alkalommal további 3-3 évre meghosszabbítható.

## Feladatai
Az MFT a következő feladatokat látja el:
- a) figyelemmel kíséri és értékeli a hazai formatervezés helyzetének, illetve gazdasági jelentőségének alakulását, a formatervezéssel kapcsolatos fogyasztói és vállalkozói ismeretekben, illetve elvárásokban és követelményekben bekövetkezett változásokat, valamint a formatervezés nemzetközi fejlődési irányait;
- b) javaslatot tesz a Kormány középtávú, átfogó formatervezési politikájára, figyelemmel a gazdaságstratégiai, kutatás-fejlesztési, innovációs, tudomány- és technológiapolitikai, környezetpolitikai, illetve oktatási és kulturális politikai célkitűzésekre;
- c) hozzájárul a b) pontban említett formatervezési politika végrehajtásának összehangolásához, ennek érdekében intézkedéseket kezdeményez az érintett kormányzati szerveknél vagy e szervek útján a Kormánynál;
- d) közreműködik a formatervezés hazai intézményrendszerének fejlesztésében, elősegíti a formatervezők és a vállalkozások – különösen a kis- és középvállalkozások – kapcsolatteremtését, kölcsönös tájékozódását és együttműködését, megfelelő intézkedéseket kezdeményez a vállalkozások, illetve a fogyasztók igényeinek és a formatervezés választékának, illetve fejlődési irányainak hatékonyabb összeegyeztetése érdekében;
- e) a formatervezési tevékenységet előmozdító programokat, pályázatokat, kiállításokat és más rendezvényeket kezdeményez, szervez vagy támogat;
- f) gondoskodik a formatervezéssel kapcsolatos ismeretek összehangolt terjesztéséről, a hazai formatervezési kultúra fejlesztéséről, valamint a formatervezők iparjogvédelmi és szerzői jogi ismereteinek gyarapításáról;
- g) elősegíti – különösen az adó- és pénzügyi szabályozás területén – olyan feltételek kialakítását, amelyek a vállalkozásokat arra ösztönzik, hogy az innovációs folyamatokban, a termékfejlesztésben, a gyártásban és a kereskedelemben nagyobb mértékben, hatékonyabban vegyék igénybe a formatervezés eszközeit;
- h) állást foglal, javaslatot tesz és intézkedéseket kezdeményez az érintett kormányzati szerveknél és felsőoktatási intézményeknél a formatervezők képzésének kérdéseiben, elősegíti a formatervezés és az ergonómia szakmakultúrájának fejlődését;
- i) előmozdítja a magyar formatervezés nemzetközi ismertségének és elismertségének javítását, valamint a hazai formatervezőknek a nemzetközi együttműködésbe való bekapcsolódását;
- j) kialakítja és működteti a nemzeti formatervezési díjak adományozásának rendszerét, javaslatot tesz az erkölcsi és anyagi elismerés más formáira, valamint ösztöndíjak létesítésére.

Az MFT feladatkörébe tartozik a Magyar Formatervezési Díj és a Moholy-Nagy László Formatervezési Ösztöndíj pályázatainak koordinálása, lebonyolítása. Nemzetközi kapcsolatokat az Icsid (International Council of Societies of Industrial Design - Ipari Formatervezési Társaságok Nemzetközi Szövetsége) és a BEDA (Bureau of European Designers' Association - Ipari Formatervezési Társaságok Európai Szövetsége) tagjaként fejleszt.

## Külső hivatkozások
- SSF Tender
- Magyar Formatervezési Tanács Archiválva 2010. április 7-i dátummal a Wayback Machine-ben
- A Magyar Formatervezési Tanácsot létrehozó jogszabály Archiválva 2010. július 8-i dátummal a Wayback Machine-ben